# Valentim de Barros (bailarino)
Valentim de Barros (Lisboa, 11 de novembro de 1916 - Lisboa, 3 de fevereiro de 1986) foi um bailarino português, considerado o primeiro do país a construir uma carreira internacional. Atuou no Teatro Éden, em Lisboa, e também na Espanha e Alemanha. Foi institucionalizado no hospital psiquiátrico Miguel Bombarda, em Lisboa, onde permaneceu durante quase 50 anos, desde 1939 até ao ano da sua morte, sob o diagnóstico único de homossexualidade. No século XXI, a sua memória tem vindo a ser recuperada, tendo a sua história de vida inspirado o espetáculo Mário — História de um Bailarino no Estado Novo, que estreou em 2020 no Cinema São Jorge, em Lisboa.

## Percurso
Nasceu em Lisboa, a 11 de novembro de 1916, numa família de classe média, filho de Ana da Encarnação Monteiro Figueiredo e de Joaquim José de Barros.   Começou a sua formação em dança aos 14 anos, com aulas privadas. Teve depois aulas de dança no Teatro Nacional D. Maria II  à revelia da família, que o aconselhou a interromper a carreira de bailarino. Chegou a atuar em espetáculos de revista no antigo Teatro Éden, em Lisboa , antes de se mudar para Espanha, de modo a poder prosseguir a sua carreira no bailado.
Foi em Valência que se juntou a uma companhia internacional de bailado que atuou em várias parte da Europa  Ao eclodir a Guerra Civil Espanhola, Valentim fugiu para Génova, tendo também vivido em Marselha e em várias cidades na Alemanha, onde se estabeleceu como bailarino e atuou em Dortmund, Estugarda, Hamburgo, Munique e Berlim.

Valentim de Barros fotografado pela PIDE.

Em 1939, foi expulso da Alemanha, contudo, as razões para esta repatriação são disputadas.  Já em território português é entregue à PVDE, que mais tarde viria a ser renomeada como PIDE, a polícia política do Estado Novo, que o manteve detido por três meses. Pouco depois de ser entregue à família, foi mandado internar pela sua mãe no hospital psiquiátrico Miguel Bombarda, após um alegado episódio de violência. Terá tido alta e sido reinstitucionalizado várias vezes entre os anos de 1939 e 1949. 
Em 1949, é submetido a uma lobotomia (na altura conhecida como leucotomia) e, a partir deste momento, permaneceu institucionalizado até ao ano da sua morte, em 1986. Foi-lhe atribuído apenas um diagónsitico: o de homossexualidade  , que foi considerada uma doença pela OMS até 1990. Em Portugal, ser homossexual foi considerado crime até ao ano de 1982. 

Durante a sua institucionalização, terá também sido submetido a eletrochoques.  Estas intervenções, sobretudo a lobotomia, terão feito Valentim perder algumas faculdades.  A respeito do seu diagnóstico e das intervenções médicas de que foi alvo, o médico psiquiatra que o acompanhava apontou o seguinte:
Será o doente portador de qualquer psicose? Examinei-o cuidadosamente nesse sentido e cheguei a resultados negativos. (...) Se dantes convidava os outros doentes para práticas homossexuais e se metia na cama com eles, depois da leucotomia faz precisamente a mesma coisa.
Com a chegada da Revolução de 25 de Abril de 1974, Valentim, assim como muitos outros pacientes psiquiátricos, teve alta hospitalar . No entanto, iria permanecer no Hospital Miguel Bombarda por não ter membros familiares que o acolhessem. Passou a poder deslocar-se livremente pela cidade, no entanto, o hospital permaneceu a sua residência.
Durante estes quase 50 anos internado, ocupava os seus tempos livres organizando peças de teatro, e dedicou-se também ao bordado, à pintura, à dança e à poesia. Para além do português, era fluente em alemão, francês e espanhol.  Faleceu a 3 de fevereiro de 1986, aos 69 anos. 

## Reconhecimento
Valentim de Barros foi entrevistado nos anos 80 pela jornalista Maria João Avillez. 
Já no século XXI, a sua memória tem vindo a ser recuperada como um exemplo da perseguição de que as pessoas LGBT sofreram durante a época do Estado Novo em Portugal. 
Em 2013, o professor Sandro Resende organizou no Centro Hospitalar Psiquiátrico de Lisboa organizou a exposição Distopia, que incluia um cenário criado por Valentim de Barros no ano de 1974. No mesmo ano, este centro hospitalar organiza também a exposição O Bailado de Valentim de Barros evocativa ao seu legado. 
O investigador António Fernando Cascais, da Faculdade de Ciências Sociais e Humanas da Universidade Nova de Lisboa é o responsável por grande parte da recuperação da sua história, relatada no ensaio Onde eu não dance, a solidão fá-lo por mim: Valentim de Barros, parte da obra Hospital Miguel Bombarda 1968, publicada pela editora Documenta/Sistema Solar em 2016.
Já em 2017, foi homenageado durante a Gala Abraço. O duo musical Fado Bicha dedicou-lhe um fado em 2019.
Em janeiro de 2020, estreou no Cinema São Jorge o monólogo Mário — História de um Bailarino no Estado Novo, encenado por Fernando Heitor e representado por Flávio Gil. A peça foi feita com base na investigação feita sobre a vida de Valentim de Barros, sendo a personagem Mário parcialmente inspirada na sua história de vida.
Foi inaugurada em Março de 2025, a Sala Estúdio Valentim de Barros, nos Jardins do Bombarda, espaço cultural criado no antigo hospital Miguel Bombarda. 